# Non-Stop (película)
Non-Stop (titulada Non-Stop: Sin escalas en Hispanoamérica y Non-Stop (Sin escalas) en España) es una película de misterio y acción de 2014 dirigida por Jaume Collet-Serra y protagonizada por Liam Neeson, Julianne Moore, Michelle Dockery, Lupita Nyong'o y Scoot McNairy. Es la primera película de Silver Pictures y fue distribuida por Universal Pictures después de finalizar la negociación con la compañía de producción Warner Bros. y la primera desde Weird Science. La película recibió comentarios mixtos de críticos.

## Argumento
Bill Marks, alguacil aéreo estadounidense y exagente de la policía de Nueva York, embarca en un vuelo transatlántico de larga distancia de Nueva York a Londres. Marks se sienta junto a Jen Summers, en clase preferente, que ha cambiado de asiento para poder sentarse junto a la ventanilla. Tras el despegue, Marks recibe un mensaje de texto en su teléfono de seguridad en el que se le informa de que alguien morirá cada 20 minutos a menos que se transfieran 150 millones de dólares a una cuenta bancaria determinada. Marks rompe el protocolo y consulta al otro comisario del vuelo, Jack Hammond, que desestima la amenaza. Marks hace que Summers y la azafata Nancy vigilen las cámaras de seguridad mientras envían mensajes de texto a la misteriosa persona para intentar identificarla.
Cuando Marks sorprende a Hammond hablando por teléfono cerca de la marca de los 20 minutos, vuelve a enfrentarse a él. Esta vez, Hammond intenta sobornar a Marks, confirmando sus sospechas. Hammond ataca, obligando a Marks a matarlo exactamente en la marca de los 20 minutos. Marks encuentra cocaína en su maletín y se entera de que el autor le había chantajeado y tendido una trampa para matarle. Alerta a la TSA, pero Marenick, agente de la TSA, le informa de que la cuenta bancaria está registrada a su nombre y acusa a Marks de ser el autor. El capitán David McMillan muere, aparentemente envenenado. El primer oficial Kyle Rice, el copiloto, convence a Marks de que es inocente.
Marks registra a los pasajeros resentidos. Uno de ellos sube un vídeo en el que Marks acusa y maltrata al profesor de escuela Tom Bowen, convenciendo al resto del mundo de que Marks es el autor. La TSA ordena a Kyle que se desvíe a Islandia. Marks convence al programador Zack White para que escriba un virus informático que haga sonar el teléfono del secuestrador. El teléfono suena en el bolsillo del traje del pasajero Charles Wheeler, pero éste niega que sea suyo. Mientras Marks le interroga bruscamente, Wheeler muere de repente, echando espuma por la boca. En el aseo de primera clase, Marks descubre un agujero taladrado en la pared desde el que se ve claramente el asiento del piloto, y descubre un dardo en el cuerpo de Wheeler. Un pasajero le dice que Summers ha entrado recientemente en el aseo. Marks acusa a Summers de ser la secuestradora. Summers se enfada, ya que le había apoyado, y le convence de su inocencia.
Dos cazas Typhoon de la RAF se reúnen con el avión para escoltarlo hasta una base militar en Islandia. Summers y Marks desbloquean el teléfono del secuestrador, iniciando involuntariamente un temporizador de 30 minutos para una bomba. A través de las palabras de un informativo de televisión que afirma que Marks está secuestrando su vuelo, Marks se da cuenta de que la bomba eludió los controles de seguridad y la encuentra en el maletín de cocaína de Hammond. Cuando algunos pasajeros atacan a Marks, Bowen les detiene, creyendo que la bomba es la prioridad. Marks convence a los demás de su inocencia y les hace trasladar la bomba a la parte trasera y rodearla de equipaje para dirigir la explosión hacia el exterior, mientras todos se trasladan a la parte delantera del avión. Marks le dice a Kyle que siga el protocolo de explosivos y descienda a 8000 pies, desde una altitud de crucero de 30000 pies y una velocidad de 500 mph, ya que el diferencial de presión actual destruirá el avión si la bomba explota, aunque los jets de escolta se niegan a que Kyle se desvíe de su rumbo. Al ver el vídeo anterior, Marks se da cuenta de que Bowen ha colocado el teléfono a Wheeler, lo que implica a Bowen como autor intelectual de los asesinatos. White se revela como cómplice de Bowen. 
Bowen revela que su padre murió en los atentados del 11 de septiembre y culpa a Estados Unidos de no mejorar su seguridad lo suficiente para evitar futuros ataques similares. Su objetivo era inculpar a Marks como terrorista, arruinando así la reputación del Servicio de Alguaciles Aéreos para obligar a los Estados Unidos a crear leyes de seguridad más estrictas. Marks convence a White, que estaba en esto por dinero, para que intente desactivar la bomba. Bowen, que desea morir en el avión en una misión suicida, dispara a White para detenerle, dejándole inconsciente. Kyle consigue que el avión descienda a 8000 pies, dando a Marks la oportunidad de matar a Bowen. White recobra el conocimiento y ataca a Marks, que sigue queriendo escapar del avión, pero la bomba detona, matándole y volando por los aires la parte trasera del avión. A pesar de los daños, Rice consigue aterrizar a duras penas en Islandia, sin pérdida de vidas humanas. Marks es elogiado como héroe y exonerado. Se da a entender que él y Summers podrían iniciar una relación.

## Reparto
- Liam Neeson como William "Bill" Marks.
- Julianne Moore como Jen Summers.
- Michelle Dockery como Nancy Hofman.
- Nate Parker como Zack White.
- Linus Roache como Capitán David McMillan.
- Scoot McNairy como Tom Bowen.
- Corey Stoll como Austin Reilly.
- Lupita Nyong'o como Gwen Lloyd.
- Anson Mount  como Jack Hammond.
- Omar Metwally como Dr. Fahim Nasir.
- Jason Butler Harner como El 1.er oficial Kyle Rice.
- Corey Hawkins como Travis Mitchell.
- Frank Deal as Charles Wheeler.
- Shea Whigham como Agente Marenick.
- Bar Paly como Iris Marianne.
- Jon Abrahams como David Norton.
- Quinn McColgan como Becca.

## Rodaje
El rodaje comenzó el 1 de noviembre de 2012 en los estudios York en Maspeth, Queens, Nueva York, en el Aeropuerto JFK el 7 de diciembre de 2012 y en el Aeropuerto Long Island MacArthur. Fue la película inaugural filmada en los estudios de York.

## Recepción
Non-Stop recibió comentarios mixtos. El sitio de crítica Rotten Tomatoes obtuvo en el rating 60% basado en comentarios de 196 críticas, con una calificación de 5.8 sobre 10. El sitio de consenso dice: "mientras que Liam Neeson es sin duda un activo, Non-Stop desperdicia su elenco — sin mencionar su sólida premisa y tensa configuración — una historia mal concebida que se basa en un acto final completamente increíble." En otro sitio web de crítica, Metacritic, sostiene un 56 por 100 la puntuación (indicando "comentarios mixtos o medias"), basado en comentarios de los 41 críticos. Audiencias encuestadas por Cinemascore dieron a la película un grado A−.
Chris Nashawaty, escribiendo para Entertainment Weekly, entregó una crítica positiva, de clasificación "b" y la observación: "en algún momento usted podrá abrócharse el cinturón o ir con Non-Stop es absurdo, Looney Tunes lógica o no. Contra mi voluntad, me fui con él. Después de todo, Neeson ha demostrado una y otra vez que es lo más parecido que Hollywood tiene estos días un taquilla Rumpelstiltskin. Puede girar queso en oro." David Denby, para The New Yorker, era ambivalente en el ámbito general de la película, pero elogiado Neeson, escribiendo, "Neeson, que trae la enorme convicción de estos roles de acción de finales de carrera, se mueve a través de su cuerpo (prácticamente toda la película toma lugar en el avión) espacios confinados con tanto poder que esperas a arrancar los asientos".
Richard Corliss, de Time, tenía una opinión indiferente, afirmando que la película ".. .es ni más ni menos que lo que pretende ser.." y plantea la pregunta: "¿Por qué la lógica de la demanda de una película de acción lanzada en febrero, cuando las audiencias sólo quieren un buen accidentado viaje?" Susan Wloszczyna de RogerEbert.com escribió, "Liam Neeson no va a ser liquidado su posición como el anciano estadista de tipos duros b-película pronto..." y continuó, "la muy ingeniosa si absurda premisa, uno que sólo va camino del curso en el tercer acto mano dura... 'Non-Stop' es tan ridículamente entretenida a pesar de sus deslices ocasionales en la lógica del mundo real." Tom Shone, de The Guardian, mantiene un tono similar en su crítica, diciendo de Neeson, "está en su mejor caminar por los pasillos de la aeronave con esa marcha grande, balanceo, esculpiendo grandes fajos de aire con sus manos, ladrando órdenes, su rostro en el perfil de Rodin-ish, su destino, como de Mitchum, amenizada por una nobleza mucho mayor que la película se encuentra en – el verdadero signo de un rey de B-movie"y de Moore "...Neeson goza de una relación agradable y relajada con Moore, cuyo perdedor, Keaton-al lado parece venir hacia fuera cuando se lanza frente a galanes nobles."

### Taquilla
La película se estrenó en 3,090 cines en los Estados Unidos y Canadá. Se recaudaron 10 millones de dólares en la jornada inaugural y clasificó en el 1# lugar en el fin de semana con US$28.9 millones de dólares, por delante en el box office de The Lego Movie y la recién estrenada Hijo de Dios.
La película recaudó US$ 91,7 millones en la taquilla norteamericana. En otros mercados tomó en un adicional US$ 109,5 millones, para un total de US$ 201,2 millones en todo el mundo. Su presupuesto para hacer la película fue de US$ 50 millones.

## Banda sonora
La banda sonora de la película fue compuesta por John Ottman. El disco fue lanzado el 3 de abril de 2014 vía etiqueta Varese Sarabande.

| N.º | Título                            | Artista     | Duración |  |
| 1.  | «Non-Stop»                        | John Ottman | 3:13     |  |
| 2.  | «Damaged Goods»                   | John Ottman | 3:43     |  |
| 3.  | «Usual Suspects»                  | John Ottman | 1:20     |  |
| 4.  | «Welcome to Aqualantic»           | John Ottman | 1:04     |  |
| 5.  | «First Text»                      | John Ottman | 3:16     |  |
| 6.  | «Random Search»                   | John Ottman | 1:41     |  |
| 7.  | «Do Something for Me»             | John Ottman | 2:43     |  |
| 8.  | «Circling Passengers»             | John Ottman | 3:12     |  |
| 9.  | «Interrogations»                  | John Ottman | 3:24     |  |
| 10. | «What Happened to Amsterdam?»     | John Ottman | 3:46     |  |
| 11. | «Death Number One»                | John Ottman | 2:08     |  |
| 12. | «Reluctant Passenger/Blue Ribbon» | John Ottman | 2:09     |  |
| 13. | «Fuck It»                         | John Ottman | 3:43     |  |
| 14. | «Explosions Protocol»             | John Ottman | 1:56     |  |
| 15. | «Ambush»                          | John Ottman | 1:40     |  |
| 16. | «Message Received»                | John Ottman | 3:21     |  |
| 17. | «Bathroom Discovery»              | John Ottman | 1:49     |  |
| 18. | «8000 Feet»                       | John Ottman | 2:11     |  |
| 19. | «Unloaded Weapon»                 | John Ottman | 1:31     |  |
| 20. | «Crash Landing»                   | John Ottman | 1:27     |  |
| 21. | «Epilouge»                        | John Ottman | 3:53     |  |

## Home Media
Non-Stop estuvo disponible en Blu-Ray y DVD el 10 de junio de 2014.

## Secuela
El 11 de junio de 2014, Entertainment Weekly informó que en una entrevista con el productor Joel Silver, habló sobre la posibilidad de una secuela y afirmó que no se estará sucediendo en un avión nuevo. "Tengo que pensar en una manera de ponerlos en una situación de igualdad. Pero cuando hago una secuela que quisiera replicar la experiencia, no reproduce la película. No voy a ponerlos en un avión, por supuesto. Tiene un toque de Sherlock Holmes en que tiene que averiguar qué está pasando y entonces tiene que averiguar cómo resolverlo. Creo que el personaje es un gran personaje y trataremos de encontrar algo que hacer. Todavía no he pensado en ello. "Pero tengo que hacerlo, tarde o temprano".